# Erythronium montanum
Erythronium montanum (avalanche lily, white avalanche lily) es una especie de planta bulbosa perteneciente a la familia de las liliáceas. Es originaria de la costa de  Columbia Británica y de hábitats alpinos y subalpinos de  Olympic Mountains y la Cordillera de las Cascadas en el noroeste del Pacífico en Norteamérica.

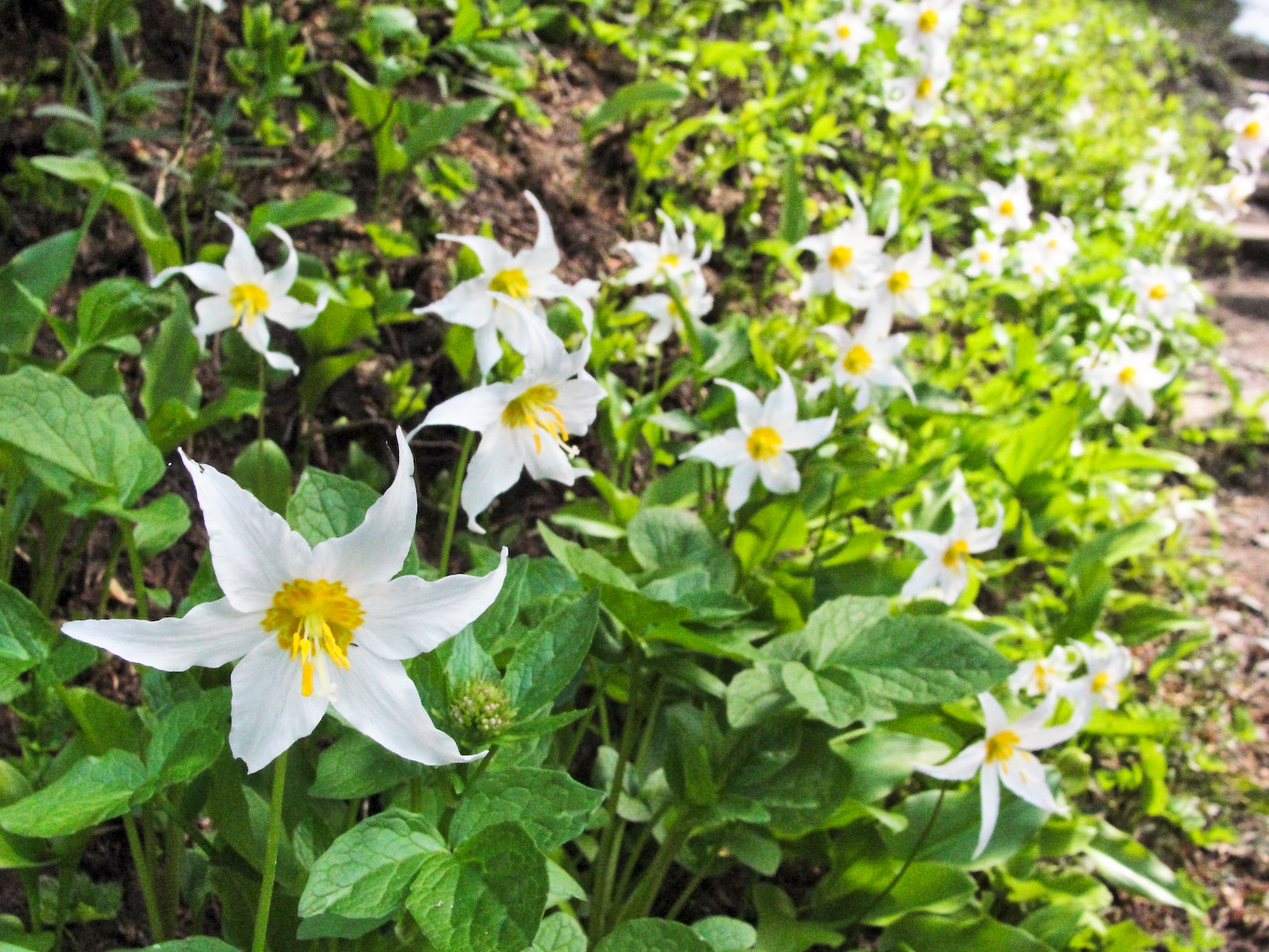
Vista de la planta

## Descripción
Florece poco después del deshielo en primavera, en los bosques subalpinos húmedos y praderas alpinas, a menudo en extensas manchas. La floración de las plantas pueden persistir hasta la mitad del verano sobre los bordes de campos de nieve. En las Cascadas central, se encuentra a menudo mezclados con las flores de Clintonia uniflora y Trillium ovatum en el extremo de menor elevación de su hábitat, y con Anemone occidentalis en elevaciones más altas. Las características distintivas de esta especie son las hojas sin motas oblongo-lanceoladas y los tépalos que son blancos con una base amarilla.

## Taxonomía
Erythronium montanum fue descrita por  Sereno Watson    y publicado en Proceedings of the American Academy of Arts and Sciences 26: 130. 1891.
Etimología
Erythronium: nombre genérico que  se refiere al color de las flores de algunas de sus especies de color rojo (del griego erythros = rojo), aunque también pueden ser de color amarillo  o blanco.
montanum: epíteto latino que significa "de la montaña".
Sinonimia
- Erythronium grandiflorum var. album Purdie in L.H.Bailey, Cycl. Amer. Hort.: 548 (1900).[7]

Sinonimia
- Erythronium grandiflorum var. album Purdie